# Манджакапре, Винченцо
Винче́нцо Манджака́пре (итал. Vincenzo Mangiacapre; 17 января 1989, Марчанизе) — итальянский боксёр первой полусредней весовой категории, выступает за сборную Италии с 2010 года. Бронзовый призёр летних Олимпийских игр в Лондоне, призёр Европейских игр, чемпионатов Европы и мира, победитель многих международных турниров и национальных первенств.

## Биография
Винченцо Манджакапре родился 17 января 1989 года в городе Марчанизе, регион Кампания. Активно заниматься боксом начал в раннем детстве под впечатлением от выступлений Мохаммеда Али. Первого серьёзного успеха на ринге добился в возрасте шестнадцати лет, когда победил на юниорском первенстве Италии и дебютировал на европейском молодёжном чемпионате. Несмотря на успехи среди юниоров, во взрослом боксе спортсмен долгое время не показывал достойных результатов, проигрывая на большинстве международных турниров. В 2010 году поучаствовал в состязаниях взрослого чемпионата Европы в Москве, сумел дойти до стадии четвертьфиналов, где со счётом 4:9 уступил венгру Дьюле Кате.
В следующем сезоне на европейском первенстве в Анкаре был выбит в полуфинале англичанином Томом Сталкером, получив таким образом бронзовую медаль. Также в 2011 году дошёл до полуфинала на чемпионате мира в Баку, где проиграл бразильцу Эвертону Лопешу, ставшему в итоге чемпионом мира. Благодаря череде удачных выступлений в 2012 году Манджакапре удостоился права защищать честь страны на летних Олимпийских играх 2012 года в Лондоне — в первом полусреднем весе на стадии четвертьфиналов прошёл казаха Данияра Елеусинова, но в полуфинале не смог одолеть кубинца Роньеля Иглесиаса. В настоящее время выступает в полупрофессиональной лиге бокса World Series Boxing, представляя команду Dolce & Gabbana Italia Thunder.